# بید مرکبات
بید مرکبات (نام علمی: Prays citri) نام یک گونه از تیره شاپرک‌های قاقمی است.